# Александров Федір
Фе́дір Алекса́ндров (нар. ? — пом. ?) — український співак XVIII століття.

## Життєпис
Рік народження невідомий. Родом із села Божок на Полтавщині.
У 1750 році, під час чергового набору співаків в Україні, був відправлений до Петербурга, де співав у Придворному хорі.
Рік і обставини смерті невідомі.